# Otto Hartmann
Otto Hartmann (ur. 7 lutego 1889, zm. 3 września 1917) – niemiecki as myśliwski z czasów I wojny światowej z 7 potwierdzonymi zwycięstwami powietrznymi. Dowódca Jagdstaffel 28. 
Służbę w armii niemieckiej rozpoczął jako kadet od marca 1908 roku w jednostkach piechoty. Po wybuchu wojny był dwukrotnie ranny. Do lotnictwa został przeniesiony w 1916 roku. Służbę rozpoczął w stopniu porucznika obserwatora w FA 48. Na jesieni 1916 roku został przeniesiony do eskadry bojowej Kasta 15 należącej do dywizjonu Kagol 3. Na początku października został mianowany na kapitana. W jednostce odniósł swoje pierwsze dwa potwierdzone zwycięstwa pierwsze 22 października 1916 roku. Późną jesienią 1916 roku przeszedł szkolenie z pilotażu i został skierowany do jednostki Schusta 3, w której służył do 17 maja 1917 roku, kiedy to został przeniesiony do eskadry myśliwskiej Jagdstaffel 18.
Po śmierci Karla Emila Schäfera dowódcy Jagdstaffel 28, Otto Hartmann został przeniesiony do tej eskadry i objął jej dowództwo 6 czerwca 1917 roku. W jednostce odniósł 5 potwierdzonych zwycięstw powietrznych. 3 września 1917 roku w czasie walki nad wybrzeżem Belgii jego Fokker Dr.I został zestrzelony przez lotników z No. 48 Squadron RAF. Jego samolot runął do morza, a ciało Otto Hartmanna po kilku dniach zostało wyrzucone na brzeg. Został pochowany w Steibach w Niemczech.

## Odznaczenia
- Krzyż Żelazny I Klasy
- Krzyż Żelazny II Klasy